# Arley McNeney
Arley McNeney Cruthers (New Westminster, Canadá, 1983- c. 26 de marzo de 2023) fue una jugadora de baloncesto paralímpica e instructora canadiense de comunicaciones aplicadas en la Universidad Politécnica de Kwantlen. Ganó una medalla de bronce con el equipo de baloncesto femenino en silla de ruedas de Canadá en los Juegos Paralímpicos de Verano de 2004.

## Biografía
McNeney nació y se crio en New Westminster, Columbia Británica. A la edad de once años, le diagnosticaron necrosis avascular y permaneció usando una silla de ruedas y muletas hasta los 27 años.
Asistió a la Universidad de Victoria y la Universidad de Illinois en Urbana-Champaign, donde se graduó y compitió en el equipo de baloncesto femenino en silla de ruedas de Fighting Illini.

## Carrera
Se unió al equipo nacional de baloncesto femenino en silla de ruedas de Canadá en 2001, y ganó el oro en el Campeonato Mundial de Baloncesto en Silla de Ruedas al año siguiente. Como resultado, recibió el Premier Athletic Award de BC por New Westminster. En 2004, fue incluida en el equipo nacional de baloncesto en silla de ruedas de Canadá para competir en los Juegos Paralímpicos de verano de 2004, donde ayudó a ganar el bronce. Dos años después, fue convocada en el Equipo de Canadá para el Campeonato Mundial de Baloncesto en Silla de Ruedas de 2006.
En 2008, fue seleccionada para competir en la Copa Osaka. Sin embargo, se vio obligada a retirarse del baloncesto adaptado después de someterse a una cirugía de reemplazo de cadera que le permitió volver a caminar. En 2014, recibió el premio Entrenador del año de la BC Wheelchair Basketball Society.
Mientras trabajaba como instructora de comunicaciones en la Universidad Politécnica de Kwantlen, McNeney y su esposo Chris Cruthers comenzaron a realizar talleres para personas discapacitadas sobre citas en línea.

### Como autora
En 2007, escribió un libro sobre su experiencia con el equipo canadiense de baloncesto femenino en silla de ruedas y su retiro, que fue preseleccionado para los premios de la Commonwealth Foundation. Unos años más tarde, escribió su segundo libro titulado El tiempo que todos fuimos marchando, basado en las memorias de su abuela.